# 川崎車輛

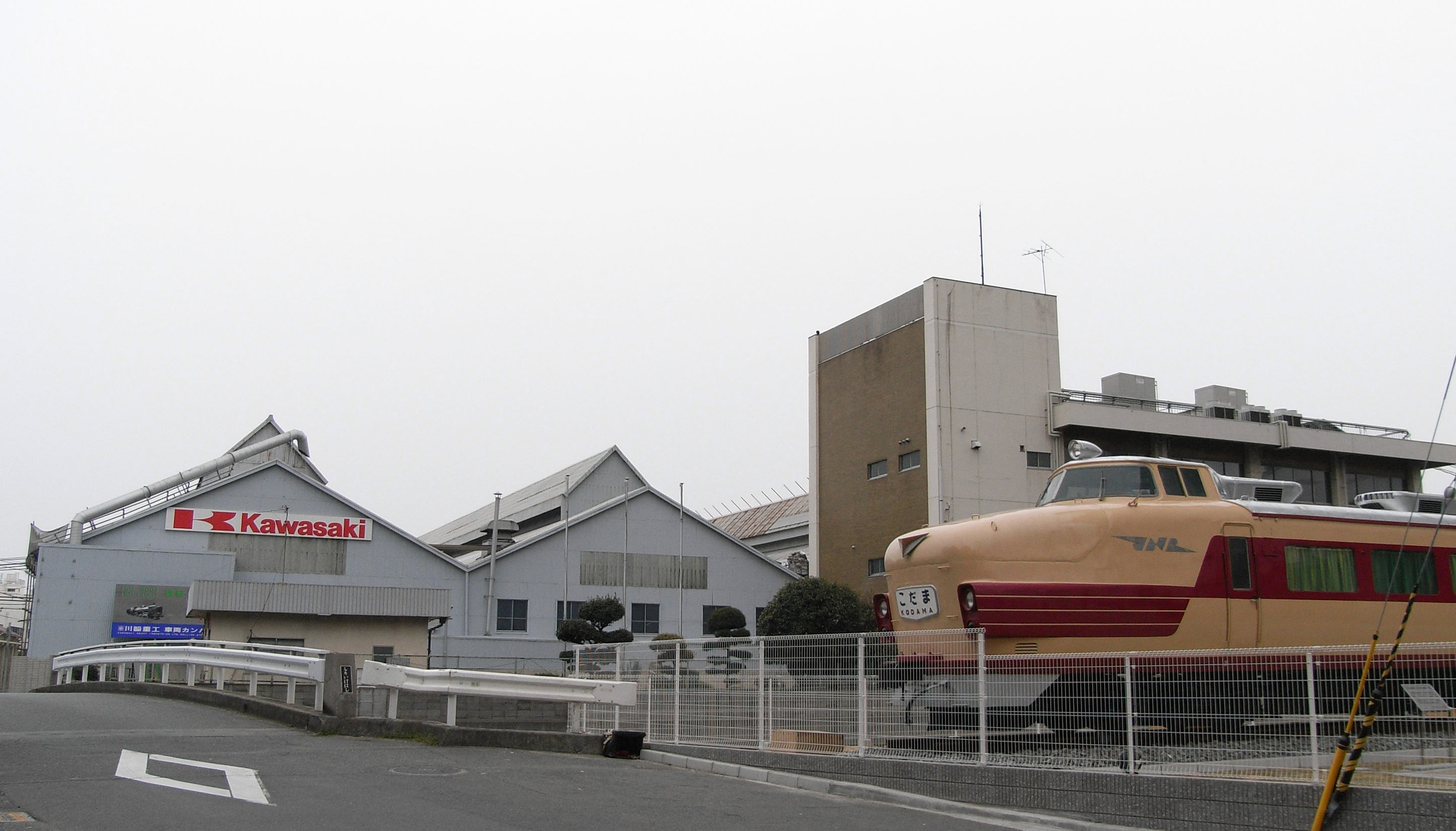
位於日本神戶市兵庫區的川崎重工兵庫工廠

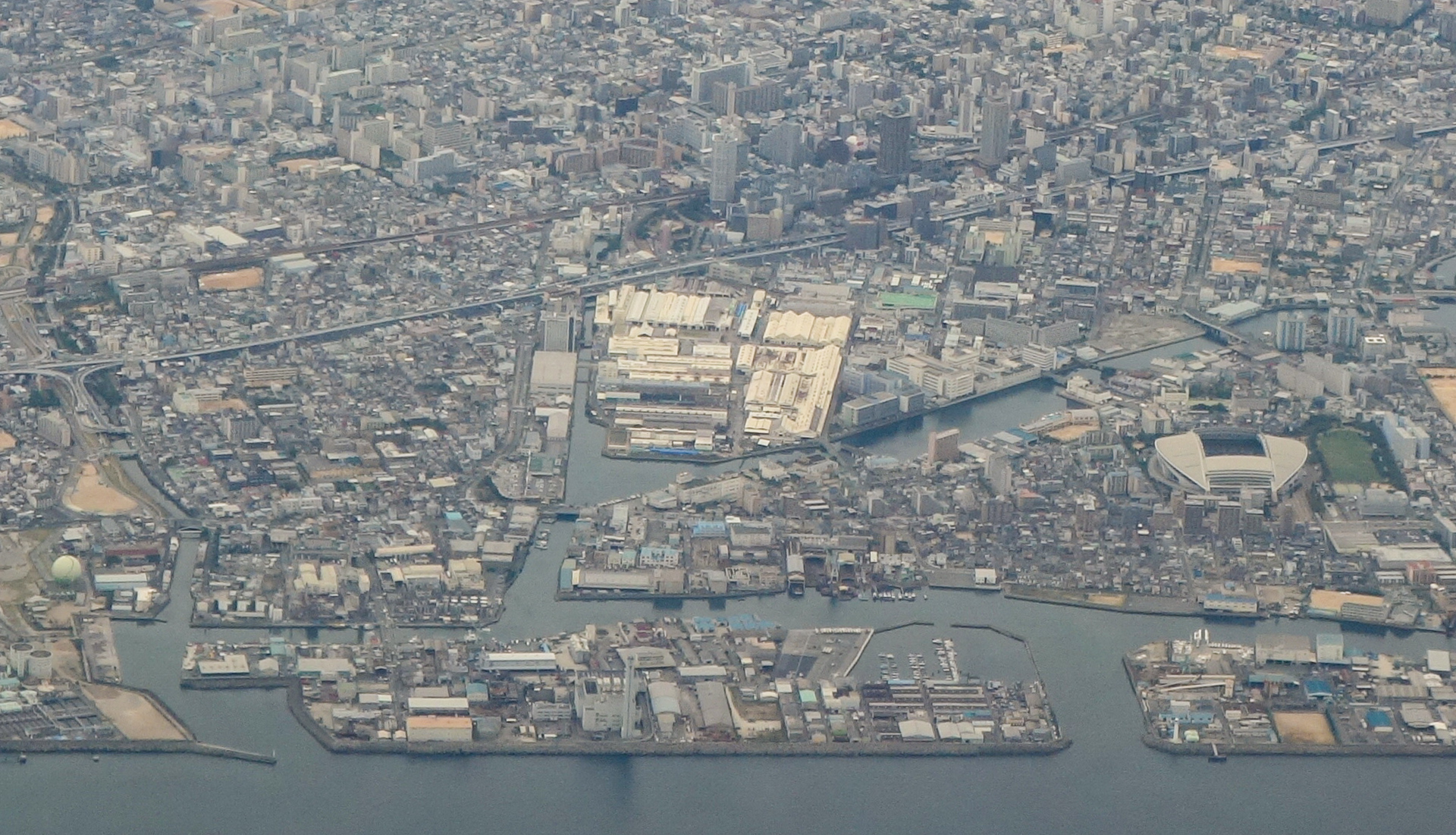
從空中俯瞰川崎重工兵庫工廠（圖中白色建築群）

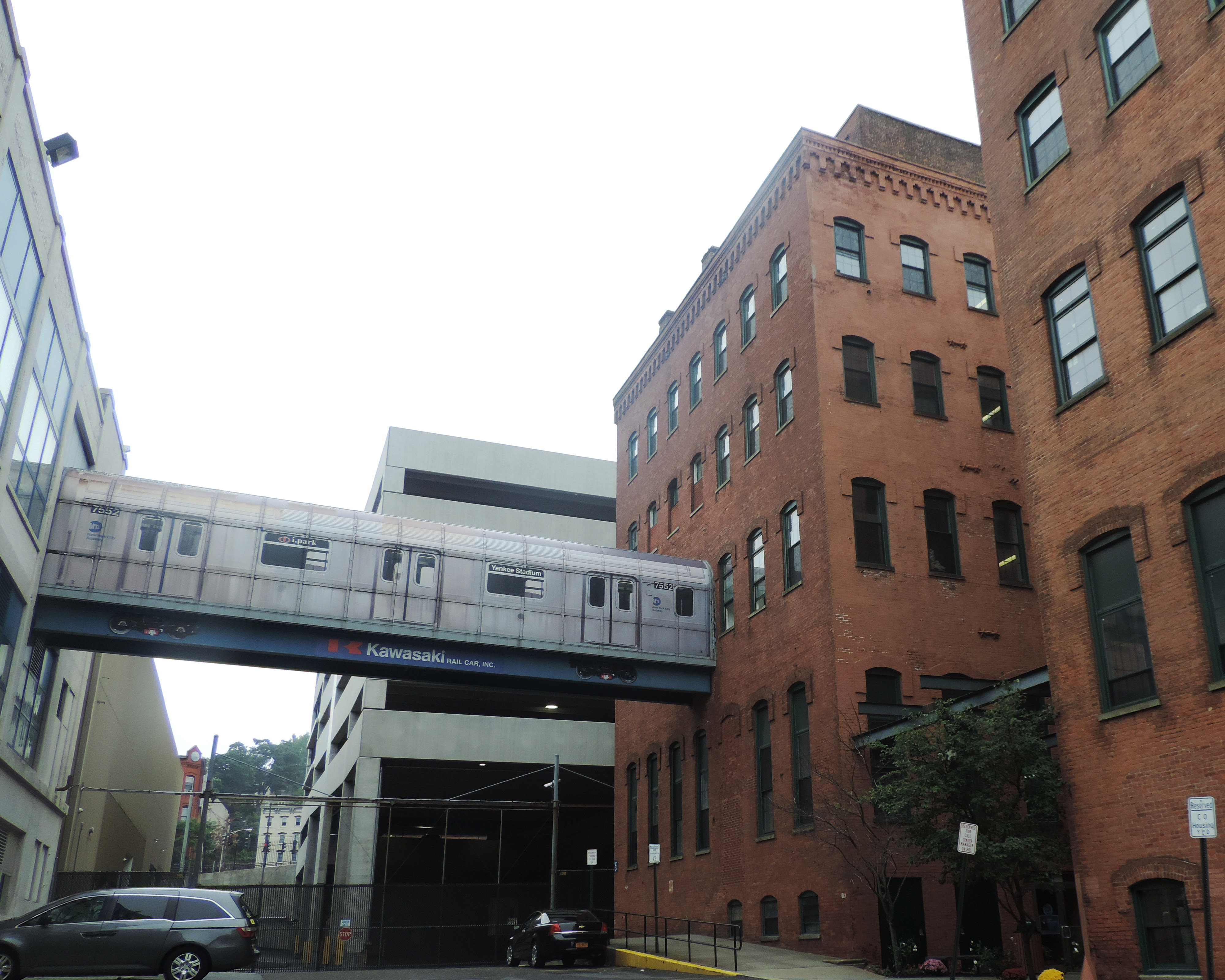
美國揚克斯工廠

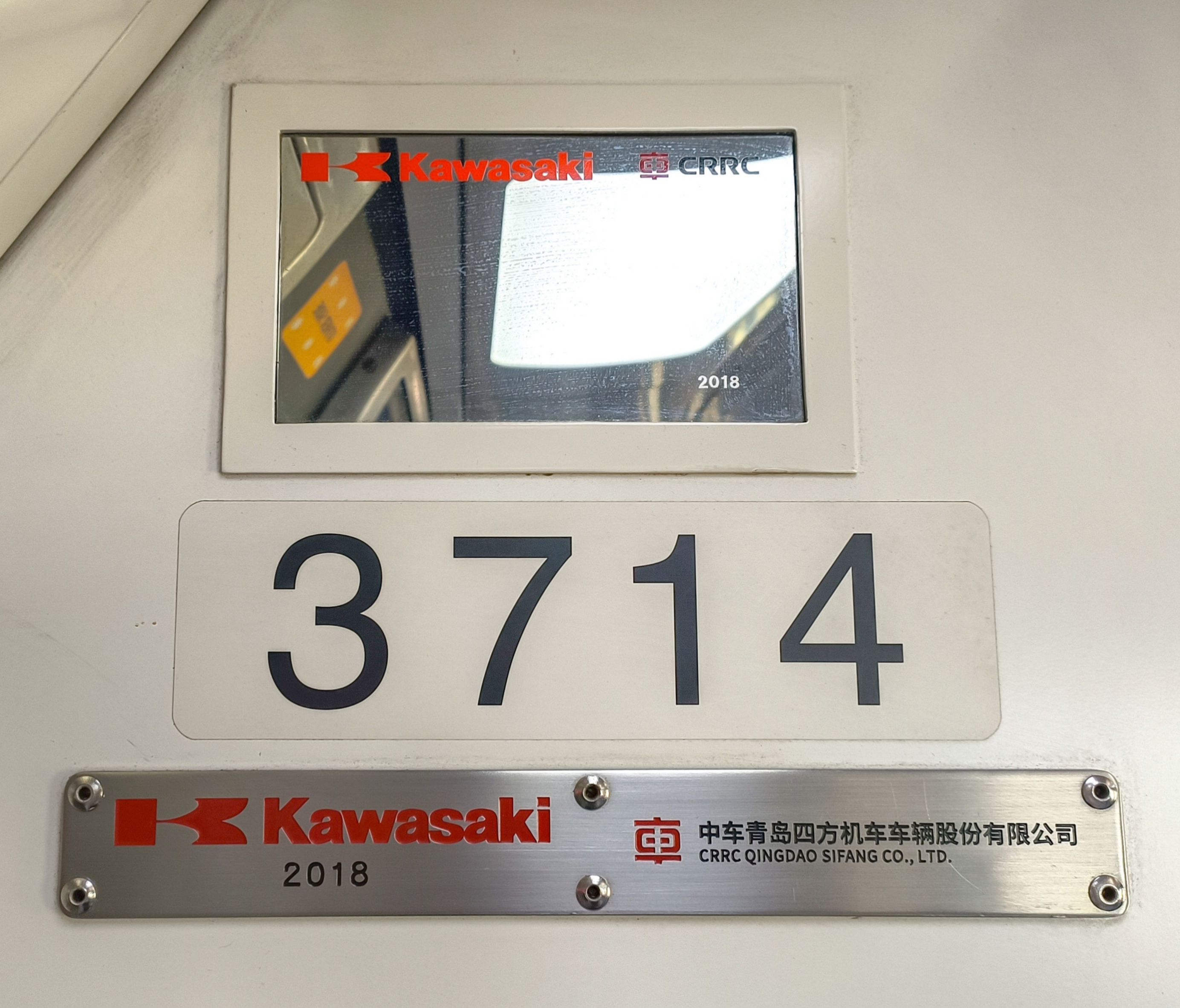
日本川崎重工与中车青岛四方机车车辆铭牌(新加坡地铁)

川崎車輛株式會社（日语：／ Kawasaki sharyō */?），是日本一家生產鐵路車輛的公司，原本是創業於1906年的川崎造船所旗下鐵路車輛製造部門，1928年第一次獨立成「川崎車輛」，1969年併入川崎重工業，1972年併購生產蒸氣機關車起家的汽車製造。2001年開始以分公司制經營，名為川崎重工業車輛公司。2021年3月10日，川崎重工業成立子公司川崎車輛做為分割準備公司，同年10月1日將川崎重工業車輛公司從川崎重工業分割，併入川崎車輛。創業以來已生產了9萬輛鐵路車輛。

## 產品
如同該公司的名稱，主要業務為生產鐵路車輛，主要製造據點為位於日本兵庫縣神戶市兵庫區的兵庫工廠，而該廠與山陽本線兵庫車站之間有和田岬線聯絡線接駁，方便以甲種運送交付列車。近年，川崎重工接受來自國外的訂單，包括愛爾蘭和美國。所有銷往美國的產品皆透過另一個川崎重工的部門——川崎鐵路車輛公司（Kawasaki Rail Car, Inc.）銷售。因為在紐約地鐵和其他不同的通勤路線銷量可觀，為符合《購買美國產品法》（Buy American Act）的規定，川崎重工在紐約州揚克斯成立海外裝配廠（目前，大多數美國市場的車輛都在此組裝）。内布拉斯加州林肯裝配廠生產完整的鐵路機車或是零件，後者可以在揚克斯裝配完成。

### JR集團
川崎車輛與前身川崎重工業車輛為日本國有鐵道及分割民營化後的JR集團生產產品包括：
- 新幹線：所有車種，除了800系
- JR / 日本國有鐵路本地路線：
  - 過去的日本國有鐵道：103系、211系 動車組
  - 東海旅客鐵道：311系、371系、383系動車組
  - 東日本旅客鐵道：651系、209系、E231系、E233系、E331系、E531系、701系、E721系動車組
  - 北海道旅客鐵道：721系、731系、785系、789系動車組
  - 西日本旅客鐵道：281系、283系、285系、287系、681系、683系、207系、223系、225系、227系、521系、125系動車組
  - 四國旅客鐵道：5000系（5000型駕駛車、5200型車廂）、8600系動車組
  - 九州旅客鐵道：DF200型
  - 日本貨物鐵道： EF510型、DF200型

### 主要私鐵公司
為以下大手私鐵業者生產的產品包括：
- 阪神電氣鐵道
- 京阪電氣鐵道
- 京濱急行電鐵
- 西日本鐵道
- 小田急電鐵
- 東京地下鐵

### 其他日本鐵路公司
- 北神急行電鐵（所有車輛）
- 神戶電鐵（所有車輛）
- 首都圈新都市鐵道（所有車輛）
- 埼玉高速鐵道線（所有車輛）
- 山陽電氣鐵道（所有車輛）
- 泉北高速鐵道線
- 東京臨海高速鐵道（所有車輛）

### 交通局
- 福岡市營地下鐵
- 神戶市交通局（所有車輛）
- 大阪市交通局
- 札幌市交通局（所有地鐵及部分電車）
- 仙台市交通局
- 東京都交通局
- 橫濱市交通局 （橫濱市交通局10000型電力動車組）

### 單軌及自動導軌交通
單軌鐵路和自動導軌交通（Automated guideway transit, ATG）的產品包括：
- 廣島高速交通
- 神戶新交通（所有車輛）
- 北九州高速鐵道
- 沖繩都市單軌電車線
- 大阪高速鐵道
- 伊奈線
- 多摩都市单轨电车线

### 海外輸出
- 中國大陸
  - 中國國鐵（6K型电力机车、CRH2型电力动车组）
- 愛爾蘭
  - 爱尔兰铁路
- 香港
  - 港鐵（伊藤忠近畿川崎列車（西鐵綫（即2021年6月27日全線通車的屯馬綫部分列車）地鐵車輛和輕鐵第二期列車）
- 美國
  - 長島鐵路C-3雙層列車
  - 馬里蘭區域通勤鐵路雙層通勤車輛
  - 马萨诸塞湾交通局（雙層通勤車輛）
  - 紐約地鐵（R62、R68A、R110A、R142A、R143、R160B、R188）
  - 大都會北方鐵路 M8
  - 紐新航港局過哈德遜河捷運 PA4、PA5 車輛
  - 宾夕法尼亚州东南地区交通局 布羅德街地鐵車輛及Ｋ型路面地鐵/路面電車
  - 維吉尼亞鐵路快線雙層通勤車輛
  - 華盛頓地鐵7000系鐵路車輛
- 巴拿馬
  - 巴拿馬運河管理局- 牽引機車，與東洋電機株式會社、三菱重工业合作[1]
- 新加坡
  - 新加坡地鐵（C151，與近畿車輛、東急車輛及日本車輛合作）、（C751B 與日本車輛）、（C151A與中車四方）、（C151B 與中車四方）、（C151C與中車四方）、（T251與中車四方）
- 馬來西亞
  - 马来亚铁路（24級）
- 臺灣
  - 台北捷運（C301、C371、C381）
  - 桃園國際機場捷運
  - 台灣高速鐵路（700T型）
  - 台中捷運（中運量電聯車）

- 川崎重工承造的西武鐵道40000系電聯車（日语：西武40000系電車）
- 川崎重工SP1900型8卡列車正進行影子測試並駛近香港的朗屏站
- 上海铁路局CRH2A动车组担当的D5653次正在停靠在铜陵站
- 香港輕鐵二期輕軌機車和拖車
- 台北捷運小南門線上的台北捷運371型電聯車
- 川崎重工C151型電動車組在新加坡地鐵线上行使
- 紐約地鐵3號線上的R62地鐵車輛
- 巴拿馬運河的牽引機車

#### 未來計畫
- 大都會運輸署長島鐵路及大都會北方鐵路（M9/M9A 動車組）
- 大都會運輸署紐約地鐵（R211/R211S/R211T）

## 外部連結
- 川崎重工車輛公司官方網站 （页面存档备份，存于） （日語）（英文）